# Гиль, Моше
Моше Гиль (ивр. משה גיל‎; 8 февраля 1921, Белосток, Польша — 23 января 2014, Тель-Авив, Израиль) — израильский историк-медиевист, специалист по истории средневековой Палестины и Египта, в частности эпохи Фатимидского халифата, и положению евреев в Средние века. Лауреат Премии Израиля, главной награды страны за научные достижения, за 1998 год.

## Биография
Родился в 1921 году в Белостоке, (Польша). Вскоре семья переехала в Румынию. В 1945 году уехал в Палестину, где вначале жил в кибуце. После основания Государства Израиль Моше, получив образование в Пенсильванском университете, стал работать в Тель-Авивском университете, получив должность профессора. Специализировался на медиевистике, в особенности на истории Палестины и евреев в исламском средневековом мире. Скончался в январе 2014 года в Тель-Авиве, Израиль.

## Семья
Моше Гиль был женат на Шошане.